# Koilodepas laevigatum
Koilodepas laevigatum är en törelväxtart som beskrevs av Airy Shaw. Koilodepas laevigatum ingår i släktet Koilodepas och familjen törelväxter. Inga underarter finns listade i Catalogue of Life.